# Esprimi un desiderio
Esprimi un desiderio è un film italiano del 2025 diretto da Volfango De Biasi.
Il film è il remake della pellicola francese Il peggior lavoro della mia vita (Maison de Retraite), diretto da Thomas Gilou ed uscito nel 2022.

## Distribuzione
Il film, dopo un'anteprima al Giffoni Film Festival, verrà distribuito nelle sale a partire dal 25 settembre 2025.